# Myrmarachne patellata
Myrmarachne patellata là một loài nhện trong họ Salticidae.
Loài này thuộc chi Myrmarachne. Myrmarachne patellata được Embrik Strand miêu tả năm 1907.